# Зона ламінарного режиму
Зона ламінарного режиму (рос. зона ламинарного режима; англ. laminar flow zone; нім. Zone f des laminaren Regimes n) — зона гідравлічного опору, що відповідає ламінарному рухові, при якому втрати напору по довжині hl не залежать від відносної шорсткості ε і є прямо пропорційними середній швидкості V у першій степені:
hl = h(l) (V) .